# Gumiel de Mercado
Gumiel de Mercado è un comune spagnolo di 337 abitanti situato nella comunità autonoma di Castiglia e León.